# Cilia Flores
Cilia Adela Gavidia Flores de Maduro (Tinaquillo, 15 de outubro de 1956) é uma advogada e política venezuelana. Ela é casada com o presidente da Venezuela Nicolás Maduro, e a atual primeira-dama do país. Desde 2016, é também deputada na Assembleia Nacional da Venezuela (da qual foi presidente de 2006 a 2011) pelo seu estado natal de Cojedes. Em 2017, foi constituída a Assembleia Nacional Constituinte, onde é membro da Comissão Presidencial. Seus sobrinhos, Efraín Antonio Campo Flores e Francisco Flores de Freitas, foram presos em novembro de 2015 pela Administração de Repressão às Drogas dos Estados Unidos em Porto Príncipe, Haiti, depois de tentar transportar 800 kg de cocaína para os Estados Unidos.

## Vida pessoal
É casada com o presidente Nicolás Maduro e o substituiu como presidente da Assembléia Nacional em agosto de 2006, quando renunciou para se tornar Ministro das Relações Exteriores, se tornando a primeira mulher a servir como presidente da Assembléia Nacional. Os dois estavam em um relacionamento desde a década de 1990, quando ela era a advogada de Hugo Chávez, após as tentativas de golpe de Estado venezuelano de 1992 e se casaram em julho de 2013, meses após Maduro se tornar presidente. Seu marido, Maduro, tem um filho, Nicolás Maduro Guerra, que ele nomeou para cargos de alto escalão: chefe do Corpo Especial de Inspetores da presidência, chefe da Escola Nacional de Cinema e assento na Assembléia Nacional Constituinte de 2017, enquanto ela tem um filho adotivo, Efraín Campos, que é seu sobrinho, filho de sua falecida irmã.

## Carreira política
Como principal advogada da equipe de defesa de Hugo Chávez, ela foi fundamental para garantir a libertação de Chávez da prisão em 1994, após seu golpe mal sucedido em 1992.

### Comando Tático para a Revolução
Enquanto atuava como presidente do Comando Político da Revolução Bolivariana, Flores fazia parte do Comando Tático para a Revolução, uma organização que comandava a maioria das máquinas políticas de Hugo Chávez. Em 7 de abril, dias antes da tentativa de golpe venezuelano de 2002, ela juntamente com Guillermo García Ponce e Freddy Bernal compartilharam os planos de usar os Círculos Bolivarianos como uma força paramilitar para acabar com marchas de oposição e defender Chávez no Palácio de Miraflores, organizando-os em brigadas.
Em 11 de abril, enquanto os manifestantes da oposição se dirigiam para o Palácio de Miraflores em protesto, Círculos Bolivarianos se reuniram em torno do palácio armado com pedras, porretes e coquetéis molotov, todos dentro da visão da Guarda Nacional que estava estacionada nas proximidades. Os Círculos Bolivarianos então participaram de manifestações que se tornaram violentas.

### Assembleia Nacional
Membro do Partido Socialista Unido da Venezuela (PSUV), ela substituiu seu marido Maduro como presidente da Assembléia em agosto de 2006, quando ele foi nomeado ministro das Relações Exteriores. Ela se tornou a primeira mulher a servir como presidente da Assembleia Nacional (2006-2011). Em 10 de janeiro de 2007, tomou posse por Chávez após a eleição presidencial de 2006.
Cilia disputou um assento na Assembleia Nacional nas eleições parlamentares da Venezuela em 2015 como candidata ao Grande Pólo Patriótico. Ela disse que usaria seu assento para defender os direitos sociais dos cidadãos e as conquistas da Revolução Bolivariana.

### Primeira-dama
Após a apertada vitória de Maduro nas eleições presidenciais de 2013 sobre Henrique Capriles, Cilia Flores tornou-se a primeira-dama da Venezuela, uma posição que há muito estava vaga.

## Controvérsias

### Nepotismo

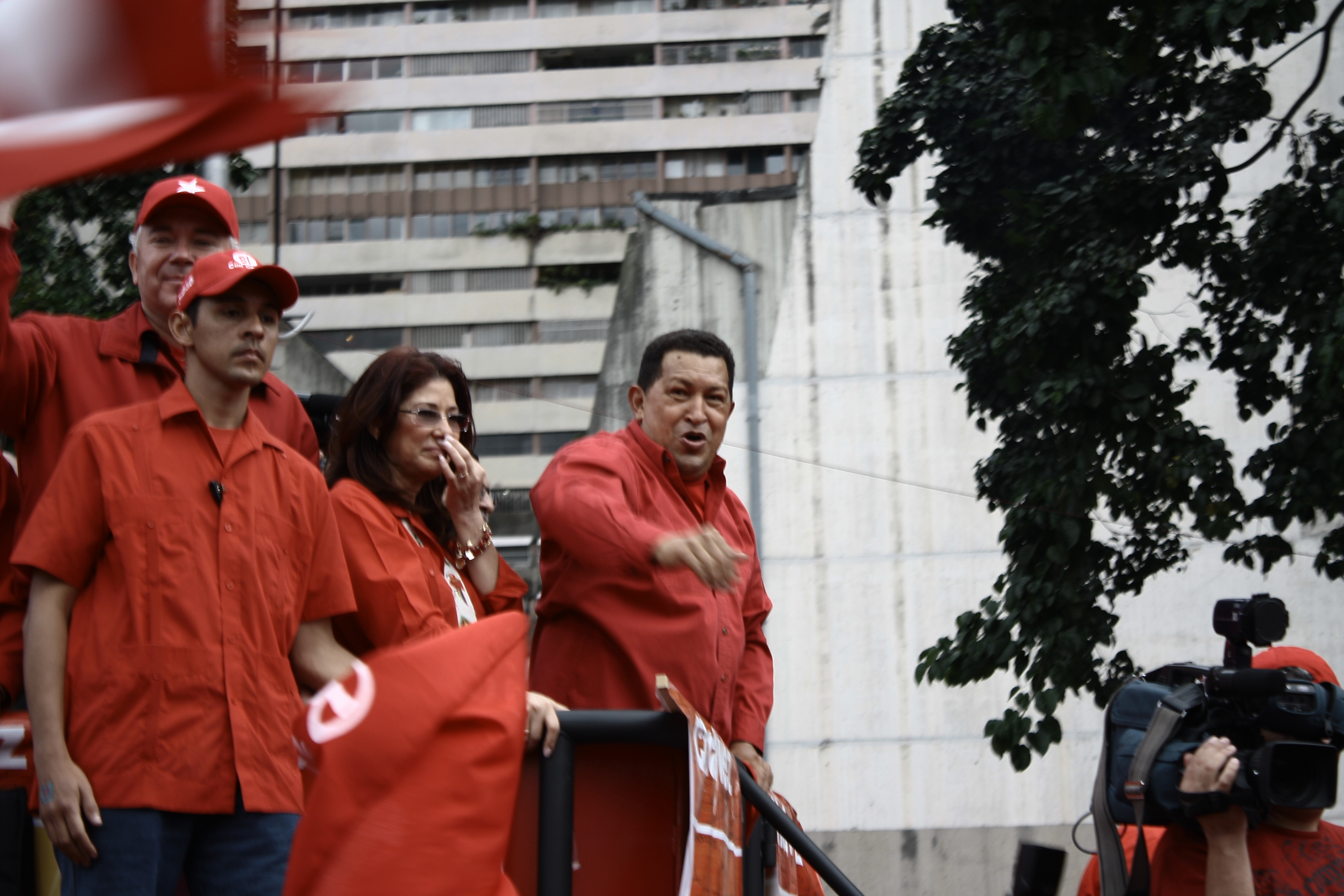
Cilia com o Presidente Hugo Chávez em 2009.

Foi acusada de nepotismo com indivíduos alegando que vários de seus parentes próximos se tornaram funcionários da Assembléia Nacional, enquanto ela era deputada. De acordo com Tal Cual, 16 familiares dela estavam em um escritório enquanto ela estava na Assembléia Nacional. Ela respondeu aos repórteres que compartilhavam as alegações de nepotismo afirmando que fazia parte de uma campanha de difamação, chamando-os de "mercenários da caneta". Tanto a oposição quanto os membros do governo denunciaram o suposto nepotismo como uma injustiça, com um membro do PSUV levando as acusações ao Ministério do Trabalho da Venezuela. Em 2012, parentes de Flores foram demitidos, embora alguns tenham recebido outras ocupações no governo um ano depois.
O filho de Flores, Walter Jacob Gavidia Flores, cujo último salário até 2015 foi de menos de US $ 1.000, fez várias viagens internacionais em 2015 e 2016 em voos privados que custam aproximadamente US $ 20.000 por viagem. Gavidia Flores passou a maior parte do tempo nos Estados Unidos, mas também fez voos fretados para a França, Alemanha, Malta e Espanha.

### Incidente com os sobrinhos

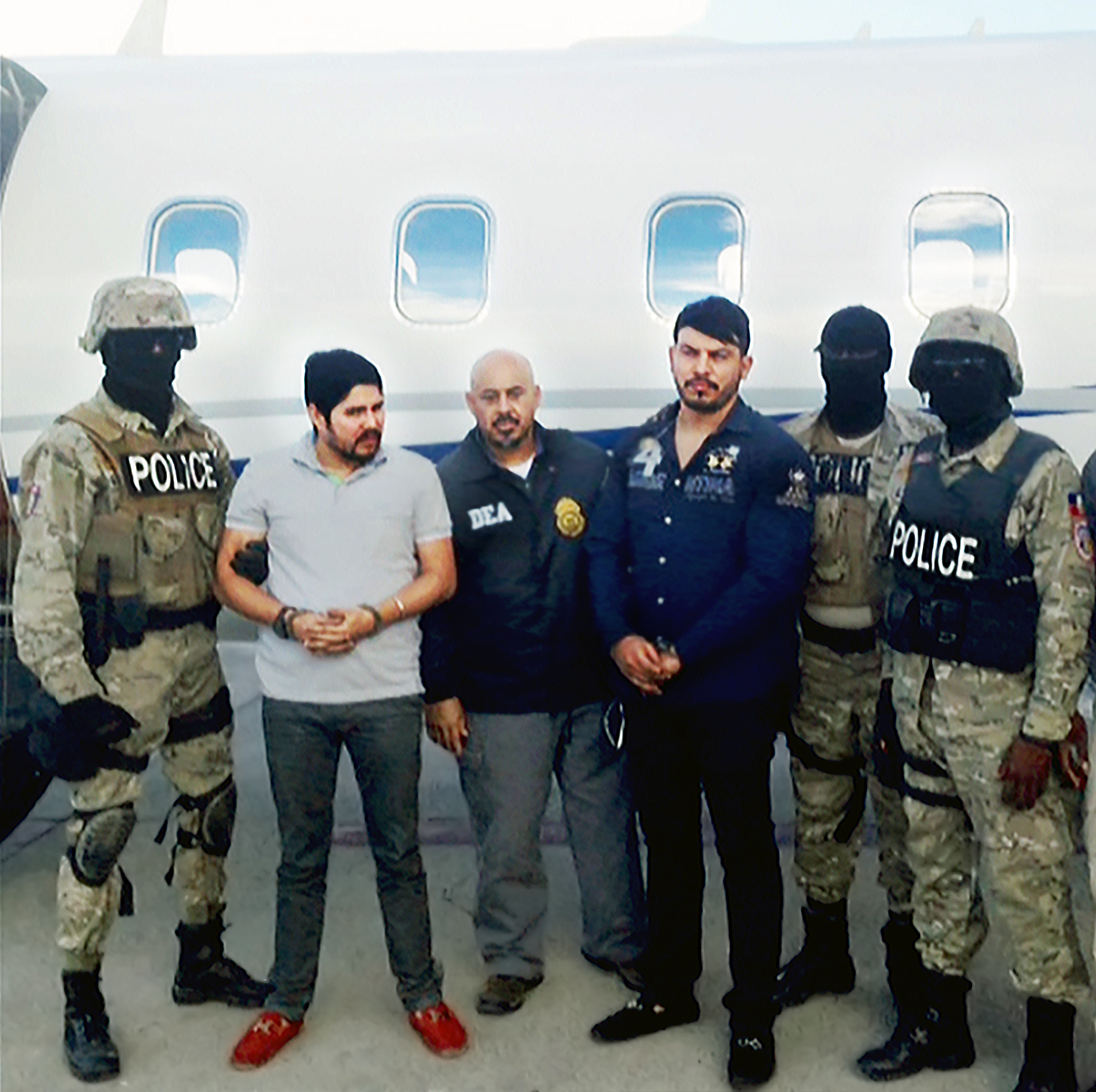
Efraín Antonio Campo Flores e Francisco Flores de Freitas após sua prisão pela Administração de Repressão às Drogas dos Estados Unidos em 10 de novembro de 2015.

Em 10 de novembro de 2015, dois sobrinhos de Cilia Flores, Efraín Antonio Campos Flores e Francisco Flores de Freitas, foram presos em Porto Príncipe, no Haiti, pela polícia local, enquanto tentavam fazer um acordo para transportar 800 kg de cocaína destinada para a cidade de Nova York e foram entregues à Agência Antidrogas dos EUA (DEA), onde foram levados diretamente para os Estados Unidos. Campos afirmou no avião da DEA que ele era o filho adotivo do presidente Maduro e que ele cresceu na casa de Maduro enquanto era criado por Flores. Os homens viajaram para o Haiti com passaportes diplomáticos venezuelanos, mas não tiveram imunidade diplomática, de acordo com o ex-chefe das operações internacionais da DEA, Michael Vigil. Os dois foram previamente monitorados e filmados pela DEA entre outubro e novembro de 2015, depois que contataram um informante da DEA para aconselhamento sobre o tráfico de cocaína e trouxeram um quilo de cocaína para o informante para mostrar sua qualidade. O incidente aconteceu em um momento em que vários membros do alto escalão do governo venezuelano estavam sendo investigados por seu envolvimento com o tráfico de drogas.
Em 18 de novembro de 2016, os dois sobrinhos de Flores foram considerados culpados de tentar enviar drogas para os Estados Unidos, para que pudessem "obter uma grande quantia de dinheiro para ajudar sua família a permanecer no poder".

### Sanções
Flores foi sancionada por vários países e está proibida de entrar na vizinha Colômbia. O governo colombiano mantém uma lista de pessoas proibidas de entrar na Colômbia ou sujeitas a expulsão; em janeiro de 2019, a lista contava com 200 pessoas com "estreita relação e apoio ao regime de Nicolás Maduro".
Respondendo à eleição presidencial venezuelana de maio de 2018, o Canadá sancionou 14 venezuelanos, incluindo Flores, afirmando que "a crise econômica, política e humanitária na Venezuela continuou a piorar à medida que se aproxima da ditadura total". O governo disse que a eleição presidencial de 2018 foi "ilegítima e antidemocrática", e sancionou Flores, junto com outros 13 membros do ANC e do TSJ.
Em 27 de março de 2018, o Panamá sancionou 55 funcionários públicos e 16 empresas que operam no Panamá, relacionadas à família de Flores. As empresas sancionadas têm membros da família Malpica-Flores em seus conselhos de administração. As empresas, chefiadas por vários membros da família de Flores e recentemente criadas, foram sancionadas por lavagem de dinheiro supostamente.

O Departamento do Tesouro apreendeu um jato particular e impôs sanções ao círculo interno de Maduro em setembro de 2018; Flores e altos funcionários da administração de Maduro foram sancionados. Maduro respondeu às sanções de sua esposa, dizendo: "Você não mexe com Cilia. Você não mexe com a família. Não seja covarde! Seu único crime [é] ser minha esposa." Os Estados Unidos disseram que as sanções eram uma resposta à "pilhagem" dos recursos da Venezuela.